# فرد لاك (لاعب كرة قاعدة)
فرد لاك (بالإنجليزية: Fred Lake)‏ هو لاعب كرة قاعدة أمريكي، ولد في 16 أكتوبر 1866 في Cornwallis Park ‏ في كندا، وتوفي في 24 نوفمبر 1931 في بوسطن في الولايات المتحدة.

## وصلات خارجية
- فرد لاك على موقع دوري كرة القاعدة الرئيسي (الإنجليزية)
- فرد لاك على موقعبيزبول رفرنس.كوم (الدوري الرئيسي) (الإنجليزية)
- فرد لاك على موقعبيزبول رفرنس.كوم (الدوري الثانوي) (الإنجليزية)
- فرد لاك على موقع جمعية أبحاث البيسبول الأمريكية (الإنجليزية)